# قمیشلو (هوراند)
قمیشلو (به ترکی آذربایجانی: ممشلو) یکی از روستاهای استان آذربایجان شرقی است که در دهستان چهاردانگه بخش مرکزی شهرستان هوراند واقع شده‌است.
شغل بیشتر مردم این روستا در گذشته ،کشاورزی و دامداری بود ولی امروزه ،جمعیت فرهنگیان این روستا نسبت به جمعیت آن به طور چشم گیری افزایش یافته است به طوری که بیشتر از سی نفر معلم جوان در این روستا شاغل هستند که همگی بومی همان روستا هستند.علاوه برآن،عده ی زیادی از اهالی هم به باربری با نیسان و کامیون و خاور مشغول هستند.جمعیت بیش از ۷۰۰ نفری این روستا ،همگی به نوعی باهم خویشاوند هستند و همین خویشاوندی میتواند عامل وحدت اهالی آن شود.

## جمعیت
این روستا در دهستان چهاردانگه قرار دارد و براساس سرشماری مرکز آمار ایران در سال ۱۳۹۵، جمعیت آن ۵۸۰ نفر (163 خانوار) بوده‌است.